# Đạo Đức (xã)
Đạo Đức là một xã thuộc huyện Vị Xuyên, tỉnh Hà Giang, Việt Nam.

## Địa lý
Xã Đạo Đức có vị trí địa lý:
- Phía đông giáp xã Phú Linh
- Phía tây giáp xã Cao Bồ
- Phía nam giáp thị trấn Vị Xuyên và xã Việt Lâm
- Phía bắc giáp thành phố Hà Giang.

Xã Đạo Đức có diện tích 43,74 km², dân số năm 2019 là 5.800 người, mật độ dân số đạt 133 người/km².

## Hành chính
Xã Đạo Đức được chia thành 14 thôn, bản: Làng Nùng, Tân Tiến, Tân Đức, Khung Khiếu, Hợp Thành, Độc Lập, Bản Băng, Làng Mới, Bình Vàng, Làng Trần, Làng Khỏe, Đức Thành, Làng Má, Làng Cúng.

## Lịch sử
Ngày 29 tháng 8 năm 1994, Chính phủ ban hành Nghị định số 112/1994/NĐ-CP về việc:
- Thành lập thị trấn Vị Xuyên trên cơ sở điều chỉnh một phần diện tích và dân số của xã Đạo Đức
- Thành lập xã Ngọc Linh trên cơ sở điều chỉnh một phần diện tích và dân số của xã Đạo Đức.

## Kinh tế
Những năm gần đây kinh tế của xã Đạo Đức phát triển do số lượng công nhân từ nhiều nơi tập trung về khu vực Km 17 làm việc tại Công ty TNHH Thương mại Hùng Cường (Sản xuất chè, nông sản, khách sạn Hương Trà) khá lớn.